# Киријак Отшелник
Свети Киријак Отшелник, познат и као Свети Киријак Анахорет (грч. Κυριακός ο Αναχωρητής) је хришћански светитељ и мученик.

## Живот
Рођен је 448. године у Коринту. Отац му се звао Јован и био је свештеник. Мајка му се звала Евдокија. У раној младости постављен за чтеца саборне цркве у Коринту. У својој 18. години одлази у Јерусалим у манастир светог Јевтимија, где се замонашио.
Свети Киријак је био крупан и снажан телом, и такав је остао до дубоке старости, и поред тешког поста и бдења. У пустињи се понекад годинама хранио само сировим зељем. Био је веома активан у борби за православље изобличавајући јереси, нарочито оригенизам. За себе је говорио, да га откако је монах сунце никад није видело да једе нити да се гневи на кога. По уставу Светог Харитона монаси су јели само једанпут дневно, и то по заласку сунца.
Умро је у 109. години живота, 557. године у манастиру Светог Харитона у Јерусалиму где је и сахрањен.

## Михољдан
Православна црква прославља Светог Киријака Отшелника 29. септембра по јулијанском календару (12. октобра по грегоријанском календару). Код Срба је овај празник познат и као Михољдан. 29. септембра по грегоријанском католици славе светог Миховила, Михаила (Архангел Михаил). Црквени календар Ђурђа Црнојевића за 1494. годину као и црквени календари објављени у Црној Гору у годишњаку Орлић од 1865. - 1870. не спомињу Михољдан, него само преподобног Киријака Отшелника. Михољдана нема ни у српском православном календару из Карловачке митрополије из 1795.